# ITF Women's Circuit aprile-giugno 2010
L'ITF Women's Circuit 2010 è stata una serie di tornei gestita dall'organo internazionale del tennis, l'ITF. Lo scopo di questi tornei è quello di permettere, in particolare alle giovani tenniste, di migliorare la loro classifica per giocare in tornei più importanti.

## Legenda
| $100 000 Futures |
| $75 000 Futures  |
| $50 000 Futures  |
| $25 000 Futures  |
| $10 000 Futures  |

## Aprile
| Settimana | Torneo                                                                                          | Vincitrice                                             | Finalista                                    | Semifinaliste                                 | Quarti di finale                                                                 |
| --------- | ----------------------------------------------------------------------------------------------- | ------------------------------------------------------ | -------------------------------------------- | --------------------------------------------- | -------------------------------------------------------------------------------- |
| 5 aprile  | Palmera Beach Resort 2010 Ain Elsokhna-Suez, Egitto Terra rossa $10 000                         | Marta Sirotkina 6–3 6–1                                | Ekaterine Gorgodze                           | Ksenia Palkina Tatia Mikadze                  | Lucie Kriegsmannová Margit Rüütel Sofia Kvatsabaia Poojashree Venkatesha         |
| 5 aprile  | Palmera Beach Resort 2010 Ain Elsokhna-Suez, Egitto Terra rossa $10 000                         | Anna Brazhnikova Marta Sirotkina 6–3 6–3               | Audrey Bergot Chanel Simmonds                | Ksenia Palkina Tatia Mikadze                  | Lucie Kriegsmannová Margit Rüütel Sofia Kvatsabaia Poojashree Venkatesha         |
| 5 aprile  | Torhout Open 2010 Torhout, Belgio Cemento $50 000                                               | Mona Barthel 2–6 6–4 6–2                               | Rebecca Marino                               | Bojana Jovanovski Anne Keothavong             | Katie O'Brien Kathrin Wörle Valérie Tétreault Anna Smith                         |
| 5 aprile  | Torhout Open 2010 Torhout, Belgio Cemento $50 000                                               | Mona Barthel Justine Ozga 7–5 6–2                      | Hana Birnerová Ekaterina Byčkova             | Bojana Jovanovski Anne Keothavong             | Katie O'Brien Kathrin Wörle Valérie Tétreault Anna Smith                         |
| 5 aprile  | Torneo Tirreno Power 2010 Civitavecchia, Italia Terra rossa $25 000                             | Renata Voráčová 6–3 6–3                                | Anna Floris                                  | Julia Schruff Dar'ja Kustova                  | Zuzana Ondrášková Maret Ani Federica Quercia Liana Ungur                         |
| 5 aprile  | Torneo Tirreno Power 2010 Civitavecchia, Italia Terra rossa $25 000                             | Dar'ja Kustova Renata Voráčová 7–5 7–5                 | Maret Ani Iryna Burjačok                     | Julia Schruff Dar'ja Kustova                  | Zuzana Ondrášková Maret Ani Federica Quercia Liana Ungur                         |
| 5 aprile  | ITF Incheon Women's Challenger Tennis 2010 Incheon, Corea del Sud Cemento $25 000               | Lee Jin-A 6–4 6–2                                      | Irina Begu                                   | Misaki Doi Kim So-jung                        | Zhang Ling Sally Peers Ryoko Fuda Kristýna Plíšková                              |
| 5 aprile  | ITF Incheon Women's Challenger Tennis 2010 Incheon, Corea del Sud Cemento $25 000               | Irina Begu Erika Sema 6–0 7–6(8)                       | Misaki Doi Junri Namigata                    | Misaki Doi Kim So-jung                        | Zhang Ling Sally Peers Ryoko Fuda Kristýna Plíšková                              |
| 5 aprile  | River Hills USTA Pro Circuit $25,000 Women's Challenger 2010 Jackson, USA Terra rossa $25 000   | Mirjana Lučić 7–5 6–3                                  | Jamie Hampton                                | Claire de Gubernatis Laura Siegemund          | María Irigoyen Heather Watson Ahsha Rolle Ajla Tomljanović                       |
| 5 aprile  | River Hills USTA Pro Circuit $25,000 Women's Challenger 2010 Jackson, USA Terra rossa $25 000   | Maria Fernanda Alves Ana-Clara Duarte 6–4 3–6 [10–5]   | María Irigoyen Florencia Molinero            | Claire de Gubernatis Laura Siegemund          | María Irigoyen Heather Watson Ahsha Rolle Ajla Tomljanović                       |
| 5 aprile  | Gariful Hvar Open 2010 Lesina, Croazia Terra rossa $10 000                                      | Mădălina Gojnea 6–4 6–4                                | Ema Burgić                                   | Stephanie Vogt Zsófia Mikó                    | Alexandra Damaschin Simona Dobrá Elisa Balsamo Martina Caciotti                  |
| 5 aprile  | Gariful Hvar Open 2010 Lesina, Croazia Terra rossa $10 000                                      | Marlot Meddens Nicole Thyssen 6–4 6–1                  | Leonie Mekel Stephanie Vogt                  | Stephanie Vogt Zsófia Mikó                    | Alexandra Damaschin Simona Dobrá Elisa Balsamo Martina Caciotti                  |
| 5 aprile  | Ningbo Challenger 2010 Ningbo, Cina Cemento $10 000                                             | Tian Ran 6–2 6–3                                       | Zheng Saisai                                 | Duan Ying-Ying Zhang Kai-Lin                  | Zhou Xian Li Ting Guo Lu Zhu Lin                                                 |
| 5 aprile  | Ningbo Challenger 2010 Ningbo, Cina Cemento $10 000                                             | Wang Yafan Yang Zhaoxuan 1–6 6–2 [10–4]                | Lu Jia Xiang Yang Zi-Jun                     | Duan Ying-Ying Zhang Kai-Lin                  | Zhou Xian Li Ting Guo Lu Zhu Lin                                                 |
| Aprile 12 | Internazionali di San Severo 2010 San Severo, Italia Terra rossa $10 000                        | Milana Špremo 2–6 6–3 7–5                              | Erika Zanchetta                              | Iris Khanna Martina di Giuseppe               | Angelique van der Meet Vivienne Vierin Dalila Jakupovič Federica Quercia         |
| Aprile 12 | Internazionali di San Severo 2010 San Severo, Italia Terra rossa $10 000                        | Gioia Barbieri Anastasia Grymalska 4–6 6–2 [11–9]      | Karina Pimkina Marina Šamajko                | Iris Khanna Martina di Giuseppe               | Angelique van der Meet Vivienne Vierin Dalila Jakupovič Federica Quercia         |
| Aprile 12 | Bluesun Bol Ladies Open 2010 Bol, Croazia Terra rossa $10 000                                   | Dijana Banoveć 6–3 7–6(5)                              | Cindy Chala                                  | Alexandra Cadanțu Matea Mezak                 | Stephanie Vogt Alizé Lim Romana Tabaková Silvia Njirić                           |
| Aprile 12 | Bluesun Bol Ladies Open 2010 Bol, Croazia Terra rossa $10 000                                   | Alexandra Cadanțu Alexandra Damaschin 6–2 1–6 [10–5]   | Chantal Škamlová Romana Tabaková             | Alexandra Cadanțu Matea Mezak                 | Stephanie Vogt Alizé Lim Romana Tabaková Silvia Njirić                           |
| Aprile 12 | Astana Womens 2010 Astana, Kazakistan Cemento $10 000                                           | Manana Shapakidze 6(4)–7 6–1 6–4                       | Daria Kuchmina                               | Lisa Whybourn Evgenija Paškova                | Diana Arutyunova Marija Žarkova Anna Rapoport Alexandra Artamonova               |
| Aprile 12 | Astana Womens 2010 Astana, Kazakistan Cemento $10 000                                           | Evgenija Paškova Marija Žarkova 6–0 6–1                | Alexandra Artamonova Khristina Kazimova      | Lisa Whybourn Evgenija Paškova                | Diana Arutyunova Marija Žarkova Anna Rapoport Alexandra Artamonova               |
| Aprile 12 | Soweto Open 2010 Johannesburg, Sudafrica Cemento $100 000+H                                     | Nina Bratčikova 7–5 7–6(2)                             | Tamarine Tanasugarn                          | Jarmila Groth Mandy Minella                   | Elena Baltacha Stéphanie Dubois Marija Korytceva Patricia Mayr                   |
| Aprile 12 | Soweto Open 2010 Johannesburg, Sudafrica Cemento $100 000+H                                     | Vitalija D'jačenko Irini Georgatou 6–3 5–7 [16–14]     | Marina Eraković Tamarine Tanasugarn          | Jarmila Groth Mandy Minella                   | Elena Baltacha Stéphanie Dubois Marija Korytceva Patricia Mayr                   |
| Aprile 12 | Oaks Club $25,000 USTA Challenger 2010 Osprey, Florida, USA Terra verde $25 000                 | Jamie Hampton 6–1 6–3                                  | Florencia Molinero                           | Beatrice Capra Tamaryn Hendler                | Eugenie Bouchard Tetjana Lužans'ka Jorgelina Cravero María Irigoyen              |
| Aprile 12 | Oaks Club $25,000 USTA Challenger 2010 Osprey, Florida, USA Terra verde $25 000                 | María Irigoyen Florencia Molinero 6–1 7–6(3)           | Madison Brengle Asia Muhammad                | Beatrice Capra Tamaryn Hendler                | Eugenie Bouchard Tetjana Lužans'ka Jorgelina Cravero María Irigoyen              |
| Aprile 12 | ITF Gimhae Women’s Challeneger Tennis 2010 Gimhae, Corea del Sud Cemento $25 000                | Chan Yung-Jan 6–2 6–1                                  | Irena Pavlović                               | Junri Namigata Ryoko Fuda                     | Kim Na Ri Anaïs Laurendon Lee So-Ra Tetjana Arefyeva                             |
| Aprile 12 | ITF Gimhae Women’s Challeneger Tennis 2010 Gimhae, Corea del Sud Cemento $25 000                | Chang Kyung-Mi Lee Jin-A 1–6 6–4 [10–8]                | Misaki Doi Junri Namigata                    | Junri Namigata Ryoko Fuda                     | Kim Na Ri Anaïs Laurendon Lee So-Ra Tetjana Arefyeva                             |
| Aprile 12 | Sky Club Petrosport Zone 2010 Il Cairo, Egitto Terra rossa $25 000                              | Renata Voráčová 6–3 6–4                                | Audrey Bergot                                | Liana Ungur Mathilde Johansson                | Petra Cetkovská María-Teresa Torró-Flor Tadeja Majerić Evelyn Mayr               |
| Aprile 12 | Sky Club Petrosport Zone 2010 Il Cairo, Egitto Terra rossa $25 000                              | Eva Birnerová Renata Voráčová 7–6(4) 6–4               | Ksenija Milevskaja Lenka Wienerová           | Liana Ungur Mathilde Johansson                | Petra Cetkovská María-Teresa Torró-Flor Tadeja Majerić Evelyn Mayr               |
| Aprile 12 | Limburg Open 2010 Tessenderlo, Belgio Terra rossa $25 000                                       | Nicola Geuer 4–6 6–2 6–3                               | Romina Oprandi                               | Ana Vrljić Bibianne Schoofs                   | Yera Campos-Molina Oksana Ljubcova Karla Mraz Sofie Oyen                         |
| Aprile 12 | Limburg Open 2010 Tessenderlo, Belgio Terra rossa $25 000                                       | Magdalena Kiszczyńska Emma Laine 6–4 6–1               | Olga Brózda Barbara Sobaszkiewicz            | Ana Vrljić Bibianne Schoofs                   | Yera Campos-Molina Oksana Ljubcova Karla Mraz Sofie Oyen                         |
| Aprile 19 | Dothan Pro Classic 2010 Dothan, USA Terra verde $50 000                                         | Edina Gallovits 6-1 6-4                                | Nastas'sja Jakimava                          | Laura Robson Abigail Spears                   | Sophie Ferguson Evgenija Rodina Jamie Hampton Varvara Lepchenko                  |
| Aprile 19 | Dothan Pro Classic 2010 Dothan, USA Terra verde $50 000                                         | Alina Židkova Nastas'sja Jakimava 6-4 6-2              | María Irigoyen Teodora Mirčić                | Laura Robson Abigail Spears                   | Sophie Ferguson Evgenija Rodina Jamie Hampton Varvara Lepchenko                  |
| Aprile 19 | Trofeo Martino 2010 Bari, Italia Terra rossa $25 000                                            | Kristína Kučová 6-4 6-2                                | Zuzana Ondrášková                            | Giulia Gatto-Monticone Anastasija Pivovarova  | Anna Floris Eva Birnerová Iryna Kurjanovič Stéphanie Foretz Gacon                |
| Aprile 19 | Trofeo Martino 2010 Bari, Italia Terra rossa $25 000                                            | Iryna Burjačok Anastasija Pivovarova 6(3)–7 6–4 [10–4] | Giulia Gatto-Monticone Federica Querica      | Giulia Gatto-Monticone Anastasija Pivovarova  | Anna Floris Eva Birnerová Iryna Kurjanovič Stéphanie Foretz Gacon                |
| Aprile 19 | ITF Changwon Women’s Challenger Tennis 2010 Changwon, Corea del Sud Cemento $25 000             | Lee Jin-A 3-6 6-4 6-2                                  | Xu Yi-Fan                                    | Kim So-jung Hsieh Su-wei                      | Kim Kun-hee Melanie South Lee Ye-Ra Misaki Doi                                   |
| Aprile 19 | ITF Changwon Women’s Challenger Tennis 2010 Changwon, Corea del Sud Cemento $25 000             | Chang Kyung-Mi Lee Jin-A 5–7 6–3 10–8                  | Misaki Doi Junri Namigata                    | Kim So-jung Hsieh Su-wei                      | Kim Kun-hee Melanie South Lee Ye-Ra Misaki Doi                                   |
| Aprile 19 | Torneo Internacional Ciutat de Torrent 2010 Torrent, Spagna Terra rossa $10 000                 | Mónica Puig 3-6 6-1 6-2                                | Nanuli Pipiya                                | Pilar Domínguez-López Magda Linette           | Shelia Solsona-Carcasona Amanda Carreras Cristina Stancu Lucía Paz-Monteagudo    |
| Aprile 19 | Torneo Internacional Ciutat de Torrent 2010 Torrent, Spagna Terra rossa $10 000                 | Benedetta Davato Yevgeniya Kryvoruchko Walkover        | Nuria Parrizas-Diaz Shelia Solsona-Carcasona | Pilar Domínguez-López Magda Linette           | Shelia Solsona-Carcasona Amanda Carreras Cristina Stancu Lucía Paz-Monteagudo    |
| Aprile 19 | Solaris Sibenik Open 2010 Sebenico, Croazia Terra rossa $10 000                                 | Mădălina Gojnea 6-2 6-1                                | Conny Perrin                                 | Leonie Mekel Dijana Banoveć                   | Sarah-Rebecca Sekulic Zuzana Zlochová Jasmina Kajtazović Indire Akiki            |
| Aprile 19 | Solaris Sibenik Open 2010 Sebenico, Croazia Terra rossa $10 000                                 | Alexandra Cadanțu Dalia Zafirova 6-2 6-3               | Maria Abramović Mădălina Gojnea              | Leonie Mekel Dijana Banoveć                   | Sarah-Rebecca Sekulic Zuzana Zlochová Jasmina Kajtazović Indire Akiki            |
| Aprile 19 | Almaty Womens 2010 Almaty, Kazakistan Cemento $10 000                                           | Ksenia Palkina 7–5 4–6 6–4                             | Evgenija Paškova                             | Daria Kuchmina Manana Shapakidze              | Alexandra Kolesnichenko Anastasiýa Prenko Viktoria Yemialyanava Diana Arutyunova |
| Aprile 19 | Almaty Womens 2010 Almaty, Kazakistan Cemento $10 000                                           | Evgenija Paškova Marija Žarkova 3–6 7–6(9) [10–7]      | Ksenia Palkina Anastasiýa Prenko             | Daria Kuchmina Manana Shapakidze              | Alexandra Kolesnichenko Anastasiýa Prenko Viktoria Yemialyanava Diana Arutyunova |
| Aprile 19 | Mie International Women's Open Tennis 2010 Mie, Giappone Carpet $10 000                         | Sachie Ishizu 6-0 6-4                                  | Yumi Nakano                                  | Yurina Koshino Emi Mutaguchi                  | Mari Tanaka Lu Jia-Jing Yuuki Tanaka Kazusa Ito                                  |
| Aprile 19 | Mie International Women's Open Tennis 2010 Mie, Giappone Carpet $10 000                         | Yurina Koshino Miki Miyamura 6–4 7–6(7)                | Miyabi Inoue Aiko Yoshitomi                  | Yurina Koshino Emi Mutaguchi                  | Mari Tanaka Lu Jia-Jing Yuuki Tanaka Kazusa Ito                                  |
| Aprile 19 | Internacional Femenil Poza Rica 2010 Poza Rica, Messico Cemento $25 000                         | Lauren Albanese 6-4 6-1                                | Julia Cohen                                  | Melanie Klaffner María Fernanda Álvarez Terán | Vivian Segnini Yana Koroleva Lena Litvak Katie Ruckert                           |
| Aprile 19 | Internacional Femenil Poza Rica 2010 Poza Rica, Messico Cemento $25 000                         | Lauren Albanese Julia Cohen 6-3 7–6(6)                 | Macall Harkins Vivian Segnini                | Melanie Klaffner María Fernanda Álvarez Terán | Vivian Segnini Yana Koroleva Lena Litvak Katie Ruckert                           |
| 26 aprile | Open GDF SUEZ de Cagnes-sur-Mer Alpes-Maritimes 2010 Cagnes-sur-Mer, Francia Cemento $100 000+H | Kaia Kanepi 6-3 6-2                                    | Maša Zec Peškirič                            | Kristina Barrois Lourdes Domínguez Lino       | Jaroslava Švedova Caroline Garcia Arantxa Rus Anastasija Sevastova               |
| 26 aprile | Open GDF SUEZ de Cagnes-sur-Mer Alpes-Maritimes 2010 Cagnes-sur-Mer, Francia Cemento $100 000+H | Mervana Jugić-Salkić Darija Jurak 0-6 6-2 [10-5]       | Stéphanie Cohen-Aloro Kristina Mladenovic    | Kristina Barrois Lourdes Domínguez Lino       | Jaroslava Švedova Caroline Garcia Arantxa Rus Anastasija Sevastova               |
| 26 aprile | Kangaroo Cup International Ladies Open Tennis 2010 Gifu, Giappone Cemento $50 000               | Karolína Plíšková 6-3 3-6 6-3                          | Sheng-Nan Sun                                | Tetjana Arefyeva Kristýna Plíšková            | Tomoko Yonemura Ryoko Fuda Misaki Doi Remi Tezuka                                |
| 26 aprile | Kangaroo Cup International Ladies Open Tennis 2010 Gifu, Giappone Cemento $50 000               | Erika Sema Tomoko Yonemura 6-3 2-6 [10-7]              | Ksenija Lykina Melanie South                 | Tetjana Arefyeva Kristýna Plíšková            | Tomoko Yonemura Ryoko Fuda Misaki Doi Remi Tezuka                                |
| 26 aprile | Boyd Tinsley Women’s Clay Court Classic 2010 Charlottesville, Virginia, USA Terra verde $50 000 | Michaëlla Krajicek 6-2 6-4                             | Laura Siegemund                              | Nastas'sja Jakimava Arina Rodionova           | Madison Brengle Laura Robson Lilia Osterloh Lindsay Lee-Waters                   |
| 26 aprile | Boyd Tinsley Women’s Clay Court Classic 2010 Charlottesville, Virginia, USA Terra verde $50 000 | Julie Ditty Carly Gullickson 6-4 6-3                   | Alexandra Mueller Ahsha Rolle                | Nastas'sja Jakimava Arina Rodionova           | Madison Brengle Laura Robson Lilia Osterloh Lindsay Lee-Waters                   |
| 26 aprile | Internazionali Femminili di Tennis di Brescia 2010 Brescia, Italia Terra rossa $25 000          | Naomi Cavaday 6-2 6-4                                  | Andrea Hlaváčková                            | Stéphanie Foretz Gacon Anna Korzeniak         | Anna-Giulia Remondina Han Xinyun Anastasija Pivovarova Zuzana Ondrášková         |
| 26 aprile | Internazionali Femminili di Tennis di Brescia 2010 Brescia, Italia Terra rossa $25 000          | Naomi Cavaday Anastasija Pivovarova 6-3 6(5)–7 [10-8]  | Iryna Kurjanovič Valerija Savinych           | Stéphanie Foretz Gacon Anna Korzeniak         | Anna-Giulia Remondina Han Xinyun Anastasija Pivovarova Zuzana Ondrášková         |
| 26 aprile | City of Ipswich Tennis International 2010 Ipswich, Australia Terra rossa $25 000                | Sally Peers 6-4 6-3                                    | Sophie Letcher                               | Karolina Wlodarczak Lauren Albanese           | Shannon Golds Bojana Bobusic Emelyn Starr Miki Miyamura                          |
| 26 aprile | City of Ipswich Tennis International 2010 Ipswich, Australia Terra rossa $25 000                | Moe Kawatoko Miki Miyamura 6-4 4-6 [10-5]              | Isabella Holland Sally Peers                 | Karolina Wlodarczak Lauren Albanese           | Shannon Golds Bojana Bobusic Emelyn Starr Miki Miyamura                          |
| 26 aprile | Torneo Club Tennis Vic 2010 Vic, Spagna Terra rossa $10 000                                     | Isabel Rapisarda-Calvo 6-3 7-5                         | Laura Apaolaza-Miradevilla                   | Mihaela Buzărnescu Annalisa Bona              | Magda Linette Elixane Lechemia Karina Pimkina Victoria Larrière                  |
| 26 aprile | Torneo Club Tennis Vic 2010 Vic, Spagna Terra rossa $10 000                                     | Mihaela Buzărnescu Cristina Stancu 7-5 3-6 [10-7]      | Olga Brózda Barbara Sobaskiewicz             | Mihaela Buzărnescu Annalisa Bona              | Magda Linette Elixane Lechemia Karina Pimkina Victoria Larrière                  |
| 26 aprile | AEGON Pro Series Bournemouth 2010 Bournemouth, Gran Bretagna Terra rossa $10 000                | Romana Tabaková 6-1 6(7)–7 7–6(7)                      | Lisa Whybourn                                | Francesca Stephenson Audrey Bergot            | Patrycja Sanduska Alice Balducci Tara Moore Lucy Brown                           |
| 26 aprile | AEGON Pro Series Bournemouth 2010 Bournemouth, Gran Bretagna Terra rossa $10 000                | Alice Balducci Martina Caciotti 6-4 6-3                | Alexandra Cannizzaro Jessica Ren             | Francesca Stephenson Audrey Bergot            | Patrycja Sanduska Alice Balducci Tara Moore Lucy Brown                           |
| 26 aprile | GD Tennis Cup 7 2010 Adalia, Turchia Terra rossa $10 000                                        | Ons Jabeur 2-1 Retired                                 | Sandra Zaniewska                             | Viktoria Kamenskaya Martina Kubičíkova        | Nadežda Kičenok Zuzana Zlochová Marcella Koek Danielle Harmsen                   |
| 26 aprile | GD Tennis Cup 7 2010 Adalia, Turchia Terra rossa $10 000                                        | Pemra Özgen Sandra Zaniewska 6-1 6-2                   | Indire Akiki Martina Kubičíkova              | Viktoria Kamenskaya Martina Kubičíkova        | Nadežda Kičenok Zuzana Zlochová Marcella Koek Danielle Harmsen                   |
| 26 aprile | ITF Gimcheon Women's Challenger Tennis 2010 Gimcheon, Corea del Sud Cemento $25 000             | Kim Na-Ri 6-2 7-5                                      | Lee Ye-Ra                                    | Kim Kun-hee Wen-Hsin Hsu                      | Ling Zhang Veronika Kapšaj Estelle Guisard Lee Jin-A                             |
| 26 aprile | ITF Gimcheon Women's Challenger Tennis 2010 Gimcheon, Corea del Sud Cemento $25 000             | Chang Kyung-Mi Lee Jin-A 7-5 6-3                       | Kim Kun-hee Min-Hwa Yu                       | Kim Kun-hee Wen-Hsin Hsu                      | Ling Zhang Veronika Kapšaj Estelle Guisard Lee Jin-A                             |

## Maggio
| Settimana | Torneo | Vincitrice                                        | Finalista                                             | Semifinaliste                                | Quarti di finale                                                                                  |
| --------- | --- | ------------------------------------------------- | ----------------------------------------------------- | -------------------------------------------- | ------------------------------------------------------------------------------------------------- |
| 3 maggio  | ITF Jounieh Open 2010 Jounieh, Libano Terra rossa $50 000+H                                                | Patricia Mayr 6-3 6(3)–7 7–6(7)                   | Renata Voráčová                                       | Zuzana Kučová Nathalie Piquion               | Marija Korytceva Ksenija Pervak Eva Birnerová Lenka Juríková                                      |
| 3 maggio  | ITF Jounieh Open 2010 Jounieh, Libano Terra rossa $50 000+H                                                | Petra Cetkovská Renata Voráčová 6-4 6-2           | Ksenija Milevskaja Lesya Tsurenko                     | Zuzana Kučová Nathalie Piquion               | Marija Korytceva Ksenija Pervak Eva Birnerová Lenka Juríková                                      |
| 3 maggio  | MIMA Foundation USTA Pro Tennis Classic 2010 Indian Harbour Beach, USA Terra verde $50 000                 | Edina Gallovits 2-6 6-3 6-4                       | Shelby Rogers                                         | Nastas'sja Jakimava Julia Boserup            | Johanna Konta Mirjana Lučić Michaëlla Krajicek Alexandra Stevenson                                |
| 3 maggio  | MIMA Foundation USTA Pro Tennis Classic 2010 Indian Harbour Beach, USA Terra verde $50 000                 | Christina Fusano Courtney Nagle 6-3 7–6(4)        | Julie Ditty Carly Gullickson                          | Nastas'sja Jakimava Julia Boserup            | Johanna Konta Mirjana Lučić Michaëlla Krajicek Alexandra Stevenson                                |
| 3 maggio  | Fukuoka International Women's Cup 2010 Fukuoka, Giappone Sintetico $50 000                                 | Junri Namigata 6-1 6-2                            | Nikola Hofmanová                                      | Aleksandra Panova Shiho Akita                | Ryoko Fuda Ksenija Lykina Rika Fujiwara Ellen Barry                                               |
| 3 maggio  | Fukuoka International Women's Cup 2010 Fukuoka, Giappone Sintetico $50 000                                 | Misaki Doi Kotomi Takahata 6-4 6-4                | Marina Eraković Aleksandra Panova                     | Aleksandra Panova Shiho Akita                | Ryoko Fuda Ksenija Lykina Rika Fujiwara Ellen Barry                                               |
| 3 maggio  | Livewright Novo Frade 2010 Rio de Janeiro, Brasile Terra rossa $25 000                                     | Bianca Botto 6-2 1-6 6-4                          | Olivia Sanchez                                        | Florencia Molinero Maryna Zanevs'ka          | Ana-Clara Duarte Amanda Carreras María-Teresa Torró-Flor Carla Lucero                             |
| 3 maggio  | Livewright Novo Frade 2010 Rio de Janeiro, Brasile Terra rossa $25 000                                     | Bianca Botto Amanda Carreras 3-6 6-4 [10-8]       | María Fernanda Álvarez Terán Andreja Klepač           | Florencia Molinero Maryna Zanevs'ka          | Ana-Clara Duarte Amanda Carreras María-Teresa Torró-Flor Carla Lucero                             |
| 3 maggio  | Bundaberg Tennis International 2010 Bundaberg, Australia Terra rossa $25 000                               | Natsumi Hamamura 6-0 6-4                          | Sally Peers                                           | Jessica Moore Marija Mirkovic                | Sophie Letcher Mari Inoue Tammi Patterson Shannon Golds                                           |
| 3 maggio  | Bundaberg Tennis International 2010 Bundaberg, Australia Terra rossa $25 000                               | Marija Mirkovic Jessica Moore 6-3 1-6 [10-7]      | Viktorija Rajicic Emelyn Starr                        | Jessica Moore Marija Mirkovic                | Sophie Letcher Mari Inoue Tammi Patterson Shannon Golds                                           |
| 3 maggio  | Città di Firenze 2010 Firenze, Italia Terra rossa $25 000                                                  | Liana Ungur 6-3 7-5                               | Polina Pekhova                                        | Margalita Chakhnašvili Anna-Giulia Remondina | Anastasija Pivovarova Milana Špremo Maret Ani Evelyn Mayr                                         |
| 3 maggio  | Città di Firenze 2010 Firenze, Italia Terra rossa $25 000                                                  | Maret Ani Julia Schruff 6-3 6-4                   | Jing-Jing Lu Polina Pekhova                           | Margalita Chakhnašvili Anna-Giulia Remondina | Anastasija Pivovarova Milana Špremo Maret Ani Evelyn Mayr                                         |
| 3 maggio  | Sapronov-tennis Kharkiv Ladies Cup 2010 Charkiv, Ucraina Cemento $25 000                                   | Çağla Büyükakçay 6-4 6-1                          | Natalia Orlova                                        | Kateryna Kozlova Tadeja Majerić              | Evgenija Paschova Sofia Shapatava Oksana Ljubcova Veronika Kapšaj                                 |
| 3 maggio  | Sapronov-tennis Kharkiv Ladies Cup 2010 Charkiv, Ucraina Cemento $25 000                                   | Ljudmyla Kičenok Nadežda Kičenok 6-4 6-2          | Kateryna Kozlova Elina Svitolina                      | Kateryna Kozlova Tadeja Majerić              | Evgenija Paschova Sofia Shapatava Oksana Ljubcova Veronika Kapšaj                                 |
| 3 maggio  | Torneo Tennis Club Badalona 2010 Badalona, Spagna Terra rossa $10 000                                      | Lara Arruabarrena-Vecino 6-4 6-3                  | Yevgeniya Kryvoruchko                                 | Annalisa Bona Mónica Puig                    | Benedetta Davato Valentina Sulpizio Angelique Van der Meet Elixane Lechemia                       |
| 3 maggio  | Torneo Tennis Club Badalona 2010 Badalona, Spagna Terra rossa $10 000                                      | Olga Brózda Barbara Sobaszkiewicz 6-1 6-4         | Shelia Solsona-Carcasona Alina Sullivan               | Annalisa Bona Mónica Puig                    | Benedetta Davato Valentina Sulpizio Angelique Van der Meet Elixane Lechemia                       |
| 3 maggio  | Wiesbaden Tennis Open 2010 Wiesbaden, Germania Terra rossa $10 000                                         | Scarlett Werner 5-7 6-2 6-4                       | Elise Tamaela                                         | Avgusta Shybysheva Indire Akiki              | Sandra Martinović Linda Berlinecke Nataša Zorić Jana Čepelová                                     |
| 3 maggio  | Wiesbaden Tennis Open 2010 Wiesbaden, Germania Terra rossa $10 000                                         | Barbara Bonić Nataša Zorić 6-2 6-2                | Quirine Lemoine Marlot Meddens                        | Avgusta Shybysheva Indire Akiki              | Sandra Martinović Linda Berlinecke Nataša Zorić Jana Čepelová                                     |
| 3 maggio  | AEGON Pro Series Edinburgh 2010 Edimburgo, Gran Bretagna Terra rossa $10 000                               | Tímea Babos 6-2 6-2                               | Tara Moore                                            | Jana Jandová Alizé Lim                       | Anna Fitzpatrick Carolina Pillot Bianca Koch Lisa Whybourn                                        |
| 3 maggio  | AEGON Pro Series Edinburgh 2010 Edimburgo, Gran Bretagna Terra rossa $10 000                               | Amanda Elliott Jocelyn Rae 7–6(5) 6-4             | Tímea Babos Tara Moore                                | Jana Jandová Alizé Lim                       | Anna Fitzpatrick Carolina Pillot Bianca Koch Lisa Whybourn                                        |
| 3 maggio  | Walikota Tarakan Open 2010 Tarakan, Indonesia Cemento $10 000                                              | Zhang Ling 6-3 6-4                                | Hu Yue-Yue                                            | Kasame Hisami Han Sung-Hee                   | Sabina Sharipova Noppawan Lertcheewakarn Nudnida Luangnam Lavinia Tananta                         |
| 3 maggio  | Walikota Tarakan Open 2010 Tarakan, Indonesia Cemento $10 000                                              | Ayu-Fani Damayanti Lavinia Tananta 6-4 7-5        | Liu Wan-Ting Mari Tanaka                              | Kasame Hisami Han Sung-Hee                   | Sabina Sharipova Noppawan Lertcheewakarn Nudnida Luangnam Lavinia Tananta                         |
| 10 maggio | Open GDF SUEZ de Midi-Pyrénées 2010 Saint-Gaudens, Francia Terra rossa $50 000+H                           | Kaia Kanepi 6-2 7-5                               | Zhang Shuai                                           | Han Xinyun Stéphanie Cohen-Aloro             | Olivia Rogowska María Irigoyen Iryna Kurjanovič Elena Čalova                                      |
| 10 maggio | Open GDF SUEZ de Midi-Pyrénées 2010 Saint-Gaudens, Francia Terra rossa $50 000+H                           | Claire Feuerstein Stéphanie Foretz Gacon 6-2 6-4  | Ol'ga Savčuk Nastas'sja Jakimava                      | Han Xinyun Stéphanie Cohen-Aloro             | Olivia Rogowska María Irigoyen Iryna Kurjanovič Elena Čalova                                      |
| 10 maggio | Kurume Best Amenity International Women's Tennis 2010 Kurume, Giappone Sintetico $50 000                   | Kristýna Plíšková 5-7 6-2 6-0                     | Karolína Plíšková                                     | Sachie Ishizu Sheng-Nan Sun                  | Melanie South Kim So-jung Lee Jin-A Kotomi Takahata                                               |
| 10 maggio | Kurume Best Amenity International Women's Tennis 2010 Kurume, Giappone Sintetico $50 000                   | Sheng-Nan Sun Xu Yi-Fan 6-0 6-3                   | Karolína Plíšková Kristýna Plíšková                   | Sachie Ishizu Sheng-Nan Sun                  | Melanie South Kim So-jung Lee Jin-A Kotomi Takahata                                               |
| 10 maggio | Sparta Prague Open 2010 Praga, Repubblica Ceca Terra rossa $50 000                                         | Lucie Hradecká 6-1 7–6(4)                         | Ajla Tomljanović                                      | Corinna Dentoni Ksenija Pervak               | Petra Cetkovská Jelena Dokić Maša Zec Peškirič Sandra Záhlavová                                   |
| 10 maggio | Sparta Prague Open 2010 Praga, Repubblica Ceca Terra rossa $50 000                                         | Ksenija Lykina Maša Zec Peškirič 6-3 6-4          | Petra Cetkovská Eva Hrdinová                          | Corinna Dentoni Ksenija Pervak               | Petra Cetkovská Jelena Dokić Maša Zec Peškirič Sandra Záhlavová                                   |
| 10 maggio | RBC Bank Women's Challenger 2010 Raleigh, USA Terra verde $50 000                                          | Johanna Konta 6-2 5-7 6-4                         | Lindsay Lee-Waters                                    | Mirjana Lučić Alison Riske                   | Stéphanie Dubois Ahsha Rolle Alina Židkova Carly Gullickson                                       |
| 10 maggio | RBC Bank Women's Challenger 2010 Raleigh, USA Terra verde $50 000                                          | Kristie Ahn Nicole Gibbs 6-3 6-2                  | Alexandra Mueller Ahsha Rolle                         | Mirjana Lučić Alison Riske                   | Stéphanie Dubois Ahsha Rolle Alina Židkova Carly Gullickson                                       |
| 10 maggio | Bupati Bulungan Women's Open 2010 Tanjung Selor, Indonesia Cemento $25 000                                 | Melanie Klaffner 6-3 7-6(1)                       | Zhang Ling                                            | Duan Ying-Ying Han Sung-Hee                  | Nudnida Luangnam Sandy Gumulya Lavinia Tananta Sabina Sharipova                                   |
| 10 maggio | Bupati Bulungan Women's Open 2010 Tanjung Selor, Indonesia Cemento $25 000                                 | Liu Wang-Ting Zhang Ling 7–6(5) 6-3               | Noppawan Lertcheewakarn Jessy Rompies                 | Duan Ying-Ying Han Sung-Hee                  | Nudnida Luangnam Sandy Gumulya Lavinia Tananta Sabina Sharipova                                   |
| 10 maggio | Livewright Portobello 2010 Rio de Janeiro, Brasile Terra rossa $25 000                                     | Olivia Sanchez 6-4 6-3                            | Bianca Botto                                          | Fernanda Hermenegildo Florencia Molinero     | Roxane Vaisemberg Maria Fernanda Alves María-Teresa Torró-Flor Mailen Auroux                      |
| 10 maggio | Livewright Portobello 2010 Rio de Janeiro, Brasile Terra rossa $25 000                                     | Maria Fernanda Alves Florencia Molinero 6-2 6-4   | Mailen Auroux Fernanda Hermenegildo                   | Fernanda Hermenegildo Florencia Molinero     | Roxane Vaisemberg Maria Fernanda Alves María-Teresa Torró-Flor Mailen Auroux                      |
| 10 maggio | Internazionali Femminili di Tennis Città di Caserta 2010 Caserta, Italia Terra rossa $25 000               | Romina Oprandi 6-3 6-3                            | Sloane Stephens                                       | Irena Pavlović Iryna Burjačok                | Estelle Guisard Ksenia Palkina Liana Ungur Anna-Giulia Remondina                                  |
| 10 maggio | Internazionali Femminili di Tennis Città di Caserta 2010 Caserta, Italia Terra rossa $25 000               | Kacjaryna Dzehalevič Irena Pavlović 6-3 6-3       | Nicole Clerico Rebecca Marino                         | Irena Pavlović Iryna Burjačok                | Estelle Guisard Ksenia Palkina Liana Ungur Anna-Giulia Remondina                                  |
| 10 maggio | Torneo Club Tennis Tortosa 2010 Tortosa, Spagna Terra rossa $10 000                                        | Victoria Larrière 7-5 4-6 6-4                     | An-Sophie Mestach                                     | Benedetta Davato Sofie Oyen                  | Natalia Orlova Fatima El Allami Arabela Fernandez-Rabener Alejandra Sala-Juste                    |
| 10 maggio | Torneo Club Tennis Tortosa 2010 Tortosa, Spagna Terra rossa $10 000                                        | Camila Silva Avgusta Shybysheva 6-1 6-3           | Montserrat Blasco-Fernandez Arabela Fernandez-Rabener | Benedetta Davato Sofie Oyen                  | Natalia Orlova Fatima El Allami Arabela Fernandez-Rabener Alejandra Sala-Juste                    |
| 17 maggio | Karyizawa Yonex Open 2010 Karuizawa, Giappone Sintetico $25 000                                            | Natsumi Hamamura 6-1 6-2                          | Xu Yi-Fan                                             | Kumiko Iijima Hsu Wen-Hsin                   | Lee Jin-A Akiko Yonemura Wang Qiang Kim So-jung                                                   |
| 17 maggio | Karyizawa Yonex Open 2010 Karuizawa, Giappone Sintetico $25 000                                            | Ayumi Oka Akiko Yonemura 7-6(1) 6-3               | Sheng-Nan Sun Xu Yi-Fan                               | Kumiko Iijima Hsu Wen-Hsin                   | Lee Jin-A Akiko Yonemura Wang Qiang Kim So-jung                                                   |
| 17 maggio | Sapronov-tennis Kharkiv Ladies Cup 2 2010 Charkiv, Ucraina Terra rossa $25 000                             | Ljudmyla Kičenok 6-2 4-6 6-1                      | Elina Svitolina                                       | Kateryna Kozlova Janina Toljan               | Elena Kulikova Tina Schiechtl Al'ona Sotnikova Nadežda Kičenok                                    |
| 17 maggio | Sapronov-tennis Kharkiv Ladies Cup 2 2010 Charkiv, Ucraina Terra rossa $25 000                             | Katerina Avdiyenko Ksenija Milevskaja 6-4 6-2     | Ljudmyla Kičenok Nadežda Kičenok                      | Kateryna Kozlova Janina Toljan               | Elena Kulikova Tina Schiechtl Al'ona Sotnikova Nadežda Kičenok                                    |
| 17 maggio | Summer Cup 2010 Mosca, Russia Terra rossa $25 000                                                          | Aleksandra Krunić 6-4 4-6 6-2                     | Natalia Ryzhonkova                                    | Tadeja Majerić Viktoria Kamenskaya           | Avgusta Tsybysheva Evgenija Paškova Valerija Solov'ëva Daria Kuchmina                             |
| 17 maggio | Summer Cup 2010 Mosca, Russia Terra rossa $25 000                                                          | Anna Arina Marenko Ekaterina Yakovleva 6-2 6-2    | Aleksandra Krunić Marina Šamajko                      | Tadeja Majerić Viktoria Kamenskaya           | Avgusta Tsybysheva Evgenija Paškova Valerija Solov'ëva Daria Kuchmina                             |
| 17 maggio | Torneo di Rivoli 2010 Rivoli, Italia Terra rossa $10 000                                                   | Nadia Lalami 6-4 6-2                              | Verdiana Verardi                                      | Lara Michel Martina Gledacheva               | Valentina Sulpizio Vanessa Henke Milana Špremo Annalisa Bona                                      |
| 17 maggio | Torneo di Rivoli 2010 Rivoli, Italia Terra rossa $10 000                                                   | Stefania Chieppa Valentina Sulpizio 7-6(1) 6-1    | Stefania Fadabini Alice Moroni                        | Lara Michel Martina Gledacheva               | Valentina Sulpizio Vanessa Henke Milana Špremo Annalisa Bona                                      |
| 17 maggio | ITF Women's Circuit Bucharest 2010 Bucarest, Romania Terra rossa $10 000                                   | Alexandra Cadanțu 6-2 6-4                         | Diana Enache                                          | Laura Ioana Andrei Andreea Mitu              | Alice Balducci Dessislava Mladenova An-Sophie Mestach Ionela-Andreea Iova                         |
| 17 maggio | ITF Women's Circuit Bucharest 2010 Bucarest, Romania Terra rossa $10 000                                   | Laura Ioana Andrei Mădălina Gojnea 6-4 3-6 [10-7] | Diana Enache Andreea Mitu                             | Laura Ioana Andrei Andreea Mitu              | Alice Balducci Dessislava Mladenova An-Sophie Mestach Ionela-Andreea Iova                         |
| 17 maggio | ITF Sunchang Women’s Circuit Tennis 2010 Sunchang, Corea del Sud Cemento $10 000                           | Lee Ye-Ra 7-5 6-1                                 | Kim Na Ri                                             | Yoo Mi Min-Hwa Yu                            | Chan Chin-Wei Chang Kyung-Mi Hong Hyung-Hui Kim Kun-hee                                           |
| 17 maggio | ITF Sunchang Women’s Circuit Tennis 2010 Sunchang, Corea del Sud Cemento $10 000                           | Kim Kun-hee Min-Hwa Yu 6(5)–7 6-4 [10-4]          | Chang Kyung-Mi Lee Ye-Ra                              | Yoo Mi Min-Hwa Yu                            | Chan Chin-Wei Chang Kyung-Mi Hong Hyung-Hui Kim Kun-hee                                           |
| 17 maggio | Durban International Open 2010 Durban, Sudafrica Cemento $10 000                                           | Chanel Simmonds 6-1 6-4                           | Poojashree Venkatesha                                 | Malou Ejdesgaard Zuzana Linhová              | Nicole Rottmann Natasha Fourouclas Rushmi Chakravarthi Daniela Scivetti                           |
| 17 maggio | Durban International Open 2010 Durban, Sudafrica Cemento $10 000                                           | Sanaa Bhambri Rushmi Chakravarthi 3-6 6-3 [10-4]  | Tegan Edwards Bianca Swanepoel                        | Malou Ejdesgaard Zuzana Linhová              | Nicole Rottmann Natasha Fourouclas Rushmi Chakravarthi Daniela Scivetti                           |
| 17 maggio | Koser Jewelers Pro Circuit Tennis Challenge 2010 Landisville, USA Cemento $10 000                          | Alexandra Mueller 6-2 5-7 6-0                     | Kyle McPhillips                                       | Robin Anderson Anastasia Kharchenko          | Ellen Tsay Angelina Gabueva Elizabeth Lumpkin Yana Koroleva                                       |
| 17 maggio | Koser Jewelers Pro Circuit Tennis Challenge 2010 Landisville, USA Cemento $10 000                          | Gail Brodsky Alexandra Mueller 4-6 7-5 [10-2]     | Dianne Hollands Tiffany Welford                       | Robin Anderson Anastasia Kharchenko          | Ellen Tsay Angelina Gabueva Elizabeth Lumpkin Yana Koroleva                                       |
| 24 maggio | USTA LA Tennis Open 2010 Carson, USA Cemento $50 000                                                       | Coco Vandeweghe 6-1 6-3                           | Kristie Ahn                                           | Lindsay Lee-Waters Petra Rampre              | Krista Hardebeck Alina Židkova Ahsha Rolle Asia Muhammad                                          |
| 24 maggio | USTA LA Tennis Open 2010 Carson, USA Cemento $50 000                                                       | Lindsay Lee-Waters Megan Moulton-Levy 6-1 6-2     | Christina Fusano Courtney Nagle                       | Lindsay Lee-Waters Petra Rampre              | Krista Hardebeck Alina Židkova Ahsha Rolle Asia Muhammad                                          |
| 24 maggio | Kusatsu Yonex Open 2010 Kusatsu, Giappone Sintetico $25 000                                                | Akiko Yonemura 6-4 7–6(4)                         | Junri Namigata                                        | Ayaka Maekawa Shūko Aoyama                   | Mari Inoue Ai Yamamoto Hsu Wen-Hsin Shiho Akita                                                   |
| 24 maggio | Kusatsu Yonex Open 2010 Kusatsu, Giappone Sintetico $25 000                                                | Kumiko Iijima Tomoko Yonemura 6(5)–7 6-4 [10-8]   | Maya Kato Ayaka Maekawa                               | Ayaka Maekawa Shūko Aoyama                   | Mari Inoue Ai Yamamoto Hsu Wen-Hsin Shiho Akita                                                   |
| 24 maggio | ITF NH NongHyup Goyang Women's Challenger Tennis 2010 Goyang, Corea del Sud Cemento $25 000                | Kim Na Ri 6-4 6-4                                 | Lee Jin-A                                             | Remi Tezuka Min-Hwa Yu                       | Miki Miyamura Lee Ye-Ra Kim Kun-hee Kim So-jung                                                   |
| 24 maggio | ITF NH NongHyup Goyang Women's Challenger Tennis 2010 Goyang, Corea del Sud Cemento $25 000                | Kim Kun-hee Min-Hwa Yu 6-4 6-4                    | Chang Kyung-Mi Lee Jin-A                              | Remi Tezuka Min-Hwa Yu                       | Miki Miyamura Lee Ye-Ra Kim Kun-hee Kim So-jung                                                   |
| 24 maggio | Torneo Internazionale Femminile Città di Grado 2010 Grado, Italia Terra rossa $25 000                      | Anna Tatišvili 6(3)–7 6-3 6-4                     | Ana Jovanović                                         | Estrella Cabeza-Candela Julia Mayr           | Julia Schruff Elena Bovina Aleksandra Panova Sloane Stephens                                      |
| 24 maggio | Torneo Internazionale Femminile Città di Grado 2010 Grado, Italia Terra rossa $25 000                      | Han Xinyun Jing-Jing Lu 1-6 6-4 [10-8]            | Karina Pimkina Marta Sirotkina                        | Estrella Cabeza-Candela Julia Mayr           | Julia Schruff Elena Bovina Aleksandra Panova Sloane Stephens                                      |
| 24 maggio | Kültürpark Cup 2010 Smirne, Turchia Cemento $25 000                                                        | Tamira Paszek 6-2 6-3                             | Çağla Büyükakçay                                      | Irini Georgatou Ganna Piven                  | Irina Begu Annika Beck Valerija Savinych Sarah Gronert                                            |
| 24 maggio | Kültürpark Cup 2010 Smirne, Turchia Cemento $25 000                                                        | Maria Fernanda Alves Tamira Paszek 6-1 6-2        | Çağla Büyükakçay Pemra Özgen                          | Irini Georgatou Ganna Piven                  | Irina Begu Annika Beck Valerija Savinych Sarah Gronert                                            |
| 24 maggio | Velenje Open 2010 Velenje, Slovenia Terra rossa $10 000                                                    | Stephanie Vogt 6-1 6-2                            | Pavla Smidová                                         | Barbara Bonić Diana Nakič                    | Zsófia Susányi Nicole Clerico Tereza Hladíková Michaela Hončová                                   |
| 24 maggio | Velenje Open 2010 Velenje, Slovenia Terra rossa $10 000                                                    | Alenka Hubacek Tammi Patterson 6-1 3-6 [10-8]     | Katerina Kramperová Pavla Smidová                     | Barbara Bonić Diana Nakič                    | Zsófia Susányi Nicole Clerico Tereza Hladíková Michaela Hončová                                   |
| 24 maggio | Trofeul Popeci 2010 Craiova, Romania Terra rossa $10 000                                                   | Alexandra Cadanțu 5-7 6-3 6-0                     | Mădălina Gojnea                                       | Lucía Cervera-Vázquez Andreea Mitu           | Diana Enache Alexandra Damaschin Julija Parasjuk Dalia Zafirova                                   |
| 24 maggio | Trofeul Popeci 2010 Craiova, Romania Terra rossa $10 000                                                   | Alexandra Cadanțu Alexandra Damaschin 6-3 6-3     | Tanya Germanlieva Dessislava Mladenova                | Lucía Cervera-Vázquez Andreea Mitu           | Diana Enache Alexandra Damaschin Julija Parasjuk Dalia Zafirova                                   |
| 24 maggio | Olecko Cup 2010 Olecko, Polonia Terra rossa $10 000                                                        | Marcella Koek 6-3 6-3                             | Barbara Sobaszkiewicz                                 | Martina Kubičíková Olga Brózda               | Patricia Chirea Jennifer Allan Lina Lileikite Joanna Nalborska                                    |
| 24 maggio | Olecko Cup 2010 Olecko, Polonia Terra rossa $10 000                                                        | Martina Borecká Martina Kubičíková 6-3 6-1        | Martina Frantová Simonka Parajová                     | Martina Kubičíková Olga Brózda               | Patricia Chirea Jennifer Allan Lina Lileikite Joanna Nalborska                                    |
| 24 maggio | Marjorie Sherman Women's Circuit 2010 Ra'anana, Israele Cemento $10 000                                    | Julia Glushko 6-1 6-3                             | Keren Shlomo                                          | Elina Gasanova Liat Zimmermann               | Karina Isayan Valerie Verhamme Chen Astrogo Valeria Patiuk                                        |
| 24 maggio | Marjorie Sherman Women's Circuit 2010 Ra'anana, Israele Cemento $10 000                                    | Julia Glushko Keren Shlomo 3-6 7–6(6) [10-3]      | Efrat Mishor Anna Rapoport                            | Elina Gasanova Liat Zimmermann               | Karina Isayan Valerie Verhamme Chen Astrogo Valeria Patiuk                                        |
| 24 maggio | KZN Open 2010 Durban, Sudafrica Cemento $10 000                                                            | Chanel Simmonds 6-1 6-4                           | Daniela Scivetti                                      | Bianca Swanepoel Rushmi Chakravarthi         | Poojashree Venkatesha Khristina Kazimova Zuzana Linhova Zuzana Luknárová                          |
| 24 maggio | KZN Open 2010 Durban, Sudafrica Cemento $10 000                                                            | Nicole Rottmann Blanka Szávay 3-6 7-5 [11-9]      | Sanaa Bhambri Rushmi Chakravarthi                     | Bianca Swanepoel Rushmi Chakravarthi         | Poojashree Venkatesha Khristina Kazimova Zuzana Linhova Zuzana Luknárová                          |
| 24 maggio | Palmetto Pro Open 2010 Sumter, USA Cemento $10 000                                                         | Jelena Pandžić 6-2 1-6 6-2                        | Alexis King                                           | Piia Suomalainen Gira Schofield              | Yana Koroleva Nicole Slater Alexandra Mueller Nicole Melichar                                     |
| 24 maggio | Palmetto Pro Open 2010 Sumter, USA Cemento $10 000                                                         | Alexandra Mueller Ashley Weinhold 6-1 6-3         | Alexandra Leatu Nicole Melichar                       | Piia Suomalainen Gira Schofield              | Yana Koroleva Nicole Slater Alexandra Mueller Nicole Melichar                                     |
| 31 maggio | Due Ponti Cup 2010 Roma, Italia Terra rossa $50 000                                                        | Lourdes Domínguez-Lino 5-7 6-3 6-3                | Romina Oprandi                                        | Arantxa Rus Maria-Elena Camerin              | Elena Čalova Sophie Ferguson Corinna Dentoni Christina McHale                                     |
| 31 maggio | Due Ponti Cup 2010 Roma, Italia Terra rossa $50 000                                                        | Christina McHale Olivia Rogowska 6-4 6-1          | Iryna Kurjanovič Arantxa Rus                          | Arantxa Rus Maria-Elena Camerin              | Elena Čalova Sophie Ferguson Corinna Dentoni Christina McHale                                     |
| 31 maggio | Infond Open 2010 Maribor, Slovenia Terra rossa $50 000                                                     | Zhang Shuai 6-3 3-6 6-3                           | Laura Pous Tió                                        | Ksenija Pervak Bojana Jovanovski             | Renata Voráčová Evgenija Rodina Maša Zec Peškirič Aleksandra Panova                               |
| 31 maggio | Infond Open 2010 Maribor, Slovenia Terra rossa $50 000                                                     | Andreja Klepač Tadeja Maderić 6-3 7–6(6)          | Aleksandra Panova Ksenija Pervak                      | Ksenija Pervak Bojana Jovanovski             | Renata Voráčová Evgenija Rodina Maša Zec Peškirič Aleksandra Panova                               |
| 31 maggio | Nottingham Trophy 2010 Nottingham, Gran Bretagna Grass $50 000                                             | Elena Baltacha 6-2, 6-2                           | Carly Gullickson                                      | Han Xinyun Sandra Záhlavová                  | Noppawan Lertcheewakarn Alison Riske Madison Brengle Anne Keothavong                              |
| 31 maggio | Nottingham Trophy 2010 Nottingham, Gran Bretagna Grass $50 000                                             | Sarah Borwell Raquel Kops-Jones 6-3 2-6 [10-7]    | Naomi Broady Katie O'Brien                            | Han Xinyun Sandra Záhlavová                  | Noppawan Lertcheewakarn Alison Riske Madison Brengle Anne Keothavong                              |
| 31 maggio | Bukhara Womens 2010 Bukhara, Uzbekistan Cemento $25 000                                                    | Irini Georgatou 1-6 6-0 6-3                       | Sofia Shapatava                                       | Elena Kulikova Julia Glushko                 | Ekaterine Gorgodze Daria Kuchmina Ganna Piven Tatia Mikadze                                       |
| 31 maggio | Bukhara Womens 2010 Bukhara, Uzbekistan Cemento $25 000                                                    | Tatia Mikadze Sofia Shapatava 6-3 6-3             | Yayuk Basuki Jessy Rompies                            | Elena Kulikova Julia Glushko                 | Ekaterine Gorgodze Daria Kuchmina Ganna Piven Tatia Mikadze                                       |
| 31 maggio | RC Sport Trophy 2010 Brno, Repubblica Ceca Terra rossa $25 000                                             | Zuzana Ondrášková 6-3 4-6 6-2                     | Kristína Kučová                                       | Lenka Juríková Dar'ja Kustova                | Jing-Jing Lu Tereza Hladíková Eva Birnerová Florencia Molinero                                    |
| 31 maggio | RC Sport Trophy 2010 Brno, Repubblica Ceca Terra rossa $25 000                                             | Carmen Klaschka Laura Siegemund W/O               | Dar'ja Kustova Lesya Tsurenko                         | Lenka Juríková Dar'ja Kustova                | Jing-Jing Lu Tereza Hladíková Eva Birnerová Florencia Molinero                                    |
| 31 maggio | Sarajevo Ladies Ope 2010 Sarajevo, Bosnia ed Erzegovina Terra rossa $25 000                                | Liana Ungur 6-3 6-0                               | Irena Pavlović                                        | Sarah Gronert Iryna Burjačok                 | Elena Bogdan Dia Evtimova Mathilde Johansson Ana Vrljić                                           |
| 31 maggio | Sarajevo Ladies Ope 2010 Sarajevo, Bosnia ed Erzegovina Terra rossa $25 000                                | Iryna Burjačok Irena Pavlović 6-1 6-1             | Nicole Clerico Karolina Kosińska                      | Sarah Gronert Iryna Burjačok                 | Elena Bogdan Dia Evtimova Mathilde Johansson Ana Vrljić                                           |
| 31 maggio | Torneo Internazionale Femminile Città Di Galatina 2010 Galatina, Italia Terra rossa $10 000                | Anne Schäfer 4-6 6-3 6-1                          | Lara Michel                                           | Carolina Pillot Martina Gledacheva           | Anastasia Grymalska Alice Moroni Valerie Verhamme Alice Balducci                                  |
| 31 maggio | Torneo Internazionale Femminile Città Di Galatina 2010 Galatina, Italia Terra rossa $10 000                | Martina Gledacheva Lisa Sabino 6-4 6-1            | Alice Balducci Francesca Palmigiano                   | Carolina Pillot Martina Gledacheva           | Anastasia Grymalska Alice Moroni Valerie Verhamme Alice Balducci                                  |
| 31 maggio | Trofeul Florenta Mihai 2010 Bucarest, Romania Terra rossa $10 000                                          | Mădălina Gojnea 6-2 6-2                           | Bianca Hîncu                                          | Ionela-Andreea Iova Alexandra Damaschin      | Elora Dabija Carmen Lopez-Rueda Ioana Gaspar Patricia Maria Ţig                                   |
| 31 maggio | Trofeul Florenta Mihai 2010 Bucarest, Romania Terra rossa $10 000                                          | Laura Ioana Andrei Mădălina Gojnea 6-2 6-4        | Elora Dabija Ioana Gaspar                             | Ionela-Andreea Iova Alexandra Damaschin      | Elora Dabija Carmen Lopez-Rueda Ioana Gaspar Patricia Maria Ţig                                   |
| 31 maggio | Komoro Open 2010 Komoro, Giappone Terra rossa $10 000                                                      | Sachie Ishizu 6-0 6-1                             | Miyabi Inoue                                          | Ayumi Oka Liang Chen                         | Chang Kyung-Mi Hong Hyun-Hui Yurina Koshino Yoo Mi                                                |
| 31 maggio | Komoro Open 2010 Komoro, Giappone Terra rossa $10 000                                                      | Shūko Aoyama Maya Kato 2-6 6-2 [11-9]             | Kim Kun-hee Min-Hwa Yu                                | Ayumi Oka Liang Chen                         | Chang Kyung-Mi Hong Hyun-Hui Yurina Koshino Yoo Mi                                                |
| 31 maggio | Head Tail Activewear Women's 2010 Hilton Head Island, USA Cemento $10 000                                  | Alexis King 6-2 6-2                               | Jacqueline Cako                                       | Yana Koroleva Isabella Holland               | Alexandra Mueller Zoe Gwen Scandalis Megan Falcon Jelena Pandžić                                  |
| 31 maggio | Head Tail Activewear Women's 2010 Hilton Head Island, USA Cemento $10 000                                  | Jacqueline Cako Erica Krisan 6-1 6-4              | Brooke Bolender Lauren Herring                        | Yana Koroleva Isabella Holland               | Alexandra Mueller Zoe Gwen Scandalis Megan Falcon Jelena Pandžić                                  |
| 31 maggio | Cantanhede Ladies Open 2010 Cantanhede, Portogallo Erba $10 000                                            | Shayna McDowell 6-1 7-5                           | Christine Kandler                                     | Diana Arutyunova Elina Gasanova              | Patricia Chirea Sofia Araujo Nuria Parrizas-Diaz Julija Stamatova                                 |
| 31 maggio | Cantanhede Ladies Open 2010 Cantanhede, Portogallo Erba $10 000                                            | Elina Gasanova Julija Parasjuk 7-6(0) 6-1         | Daria Kirpicheva Carolina Prats-Millan                | Diana Arutyunova Elina Gasanova              | Patricia Chirea Sofia Araujo Nuria Parrizas-Diaz Julija Stamatova                                 |
| 31 maggio | Copa Nestlé Chocolover Paineiras 50 anos de Tênis Profissional 2010 San Paolo, Brasile Terra rossa $10 000 | Nathalia Rossi 6-4 6-3                            | Roxane Vaisemberg                                     | Fernanda Faria Paula Cristina Gonçalves      | Monique Albuquerque Mariana Demichelli Vergara Fernanda Hermenegildo Paula-Catalina Robles-Garcia |
| 31 maggio | Copa Nestlé Chocolover Paineiras 50 anos de Tênis Profissional 2010 San Paolo, Brasile Terra rossa $10 000 | Ekaterina Shulaeva Roxane Vaisemberg 6-3 6-3      | Fernanda Faria Paula Cristina Gonçalves               | Fernanda Faria Paula Cristina Gonçalves      | Monique Albuquerque Mariana Demichelli Vergara Fernanda Hermenegildo Paula-Catalina Robles-Garcia |

## Giugno
| Settimana | Torneo | Vincitrice                                                | Finalista                                     | Semifinalie                                  | Quarti di finale                                                                            |
| --------- | --- | --------------------------------------------------------- | --------------------------------------------- | -------------------------------------------- | ------------------------------------------------------------------------------------------- |
| 7 giugno  | Open GDF SUEZ de Marseille 2010 Marsiglia, Francia Terra rossa $100 000+H                                                                          | Klára Zakopalová 6–3, 6–3                                 | Johanna Larsson                               | Varvara Lepchenko Barbora Záhlavová-Strýcová | Petra Martić Nathalie Piquion Jelena Dokić Edina Gallovits                                  |
| 7 giugno  | Open GDF SUEZ de Marseille 2010 Marsiglia, Francia Terra rossa $100 000+H                                                                          | Johanna Larsson Yvonne Meusburger 6–4, 6–2                | Stéphanie Cohen-Aloro Aurélie Védy            | Varvara Lepchenko Barbora Záhlavová-Strýcová | Petra Martić Nathalie Piquion Jelena Dokić Edina Gallovits                                  |
| 7 giugno  | Smart Card Open by Monet+ 2010 Zlín, Repubblica Ceca Terra rossa $50 000+H                                                                         | Patricia Mayr 6–1, 6–2                                    | Corinna Dentoni                               | Zuzana Ondrášková Stéphanie Foretz Gacon     | Lesya Tsurenko Dar'ja Kustova Estrella Cabeza-Candela Christina McHale                      |
| 7 giugno  | Smart Card Open by Monet+ 2010 Zlín, Repubblica Ceca Terra rossa $50 000+H                                                                         | Eva Birnerová Stéphanie Foretz Gacon 7–5, 4–6, [10–6]     | Tereza Hladíková Michaela Pochabová           | Zuzana Ondrášková Stéphanie Foretz Gacon     | Lesya Tsurenko Dar'ja Kustova Estrella Cabeza-Candela Christina McHale                      |
| 7 giugno  | Pekao Szczecin Open 2010 Stettino, Polonia Terra rossa $25 000                                                                                     | Magda Linette 6–2, 6–0                                    | Margit Rüütel                                 | Agnes Szatmari Petra Cetkovská               | Natalia Ryzhonkova Katarzyna Piter Paula Kania Zuzana Luknárová                             |
| 7 giugno  | Pekao Szczecin Open 2010 Stettino, Polonia Terra rossa $25 000                                                                                     | Petra Cetkovská Eva Hrdinová 7–6(5), 6–3                  | Veronika Kapšaj Justine Ozga                  | Agnes Szatmari Petra Cetkovská               | Natalia Ryzhonkova Katarzyna Piter Paula Kania Zuzana Luknárová                             |
| 7 giugno  | Hunt Communities USTA Women's Pro Tennis Classic El Paso 2010 El Paso, USA Cemento $25 000                                                         | Coco Vandeweghe 6–2, 6–1                                  | Ryoko Fuda                                    | Johanna Konta Kimberly Couts                 | Mashona Washington Ahsha Rolle Lindsay Lee-Waters Elizabeth Lumpkin                         |
| 7 giugno  | Hunt Communities USTA Women's Pro Tennis Classic El Paso 2010 El Paso, USA Cemento $25 000                                                         | Angela Haynes Ahsha Rolle 6–3, 6(5)–7, [10–7]             | Lindsay Lee-Waters Ashley Weinhold            | Johanna Konta Kimberly Couts                 | Mashona Washington Ahsha Rolle Lindsay Lee-Waters Elizabeth Lumpkin                         |
| 7 giugno  | Internazionali Regione Molise 2010 Campobasso, Italia Terra rossa $25 000                                                                          | María Irigoyen 6–2, 7–6(5)                                | Laura Thorpe                                  | Gioia Barbieri Margalita Chakhnašvili        | Giulia Gatto-Monticone Yuliya Kalabina Maria João Koehler Anastasіja Vasyl'jeva             |
| 7 giugno  | Internazionali Regione Molise 2010 Campobasso, Italia Terra rossa $25 000                                                                          | Juliana Fedak Anastasіja Vasyl'jeva 2–6, 6–3, [10–7]      | María Irigoyen Laura Thorpe                   | Gioia Barbieri Margalita Chakhnašvili        | Giulia Gatto-Monticone Yuliya Kalabina Maria João Koehler Anastasіja Vasyl'jeva             |
| 7 giugno  | Anatalis Cup 2010 Budapest, Ungheria Terra rossa $25 000                                                                                           | Mathilde Johansson 6(4)–7, 6–1, 6–0                       | Tímea Babos                                   | Florencia Molinero Claire Feuerstein         | Tina Schiechtl Lenka Wienerová Audrey Bergot Evelyn Mayr                                    |
| 7 giugno  | Anatalis Cup 2010 Budapest, Ungheria Terra rossa $25 000                                                                                           | Teodora Mirčić Lenka Wienerová 6–0, 6–2                   | Anna Livadaru Florencia Molinero              | Florencia Molinero Claire Feuerstein         | Tina Schiechtl Lenka Wienerová Audrey Bergot Evelyn Mayr                                    |
| 7 giugno  | Karshi Womens 2010 Karshi, Uzbekistan Cemento $25 000                                                                                              | Lee Jin-A 6–2, 1–6, 6–4                                   | Sabina Sharipova                              | Irini Georgatou Lavinia Tananta              | Marta Sirotkina Han Sung-Hee Kim Na Ri Jessy Rompies                                        |
| 7 giugno  | Karshi Womens 2010 Karshi, Uzbekistan Cemento $25 000                                                                                              | Natela Dzalamidze Daria Kuchmina 6–2 2–6, [11–9]          | Ksenija Milevskaja Ganna Piven                | Irini Georgatou Lavinia Tananta              | Marta Sirotkina Han Sung-Hee Kim Na Ri Jessy Rompies                                        |
| 7 giugno  | Coldec Open 2010 Apeldoorn, Paesi Bassi Terra rossa $10 000                                                                                        | Angelique van der Meet 7–5, 6–3                           | Kiki Bertens                                  | Grace Min Leonie Mekel                       | Sandra Martinović Lena-Marie Hofmann Nina Zander Bibiane Schoofs                            |
| 7 giugno  | Coldec Open 2010 Apeldoorn, Paesi Bassi Terra rossa $10 000                                                                                        | Elyne Boeykens Leonie Mekel 4–6, 6–3, [10–4]              | Carolin Daniels Nina Zander                   | Grace Min Leonie Mekel                       | Sandra Martinović Lena-Marie Hofmann Nina Zander Bibiane Schoofs                            |
| 7 giugno  | Trofeul Municipiului Iași 2010 Iași, Romania Terra rossa $10 000                                                                                   | Mădălina Gojnea 6–2, 7–5                                  | Ilinca Stoica                                 | Sabina Lupu Bianca Hîncu                     | Anastasia Stepu Claudia Antonia Enache Martina Gledacheva Raluca Elena Platon               |
| 7 giugno  | Trofeul Municipiului Iași 2010 Iași, Romania Terra rossa $10 000                                                                                   | Mădălina Gojnea Ionela-Andreea Iova 6–3, 6–3              | Fatma Al-Nabhani Biljana Pawlowa-Dimitrova    | Sabina Lupu Bianca Hîncu                     | Anastasia Stepu Claudia Antonia Enache Martina Gledacheva Raluca Elena Platon               |
| 7 giugno  | Amarante Ladies Open 2010 Amarante, Portogallo Cemento $10 000                                                                                     | Melanie Gloria 7–5, 6(6)–7, 6–0                           | Shayna McDowell                               | Magali de Lattre Georgina Garcia-Perez       | Jade Hopper Zuzana Linhová Despina Papamichail Julija Parasjuk                              |
| 7 giugno  | Amarante Ladies Open 2010 Amarante, Portogallo Cemento $10 000                                                                                     | Melanie Gloria Daniela Múñoz Gallegos 6–4, 6–2            | Magali de Lattre Jade Hopper                  | Magali de Lattre Georgina Garcia-Perez       | Jade Hopper Zuzana Linhová Despina Papamichail Julija Parasjuk                              |
| 7 giugno  | Asociacion Argentina de Tenis Women Circuit 2010 Córdoba, Argentina Terra rossa $10 000                                                            | Mailen Auroux 5–3, Ret.                                   | Agustina Lepore                               | Paula Ormaechea Gabriela Coglitore           | Barbara Rush Karen Emilia Castiblanco Duarte Carolina Zeballos Luciana Sarmenti             |
| 7 giugno  | Asociacion Argentina de Tenis Women Circuit 2010 Córdoba, Argentina Terra rossa $10 000                                                            | Mailen Auroux Karen Emilia Castiblanco Duarte 6–1, 6–2    | Luciana Sarmenti Emilia Yorio                 | Paula Ormaechea Gabriela Coglitore           | Barbara Rush Karen Emilia Castiblanco Duarte Carolina Zeballos Luciana Sarmenti             |
| 7 giugno  | Tokyo Ariake International Ladies Open 2010 Tokyo, Giappone Cemento $10 000                                                                        | Shūko Aoyama 7–6(3), 6–3                                  | Erika Takao                                   | Chang Kyung-Mi Miharu Imanishi               | Akari Inoue Mari Tanaka Ayaka Maekawa Misa Eguchi                                           |
| 7 giugno  | Tokyo Ariake International Ladies Open 2010 Tokyo, Giappone Cemento $10 000                                                                        | Shūko Aoyama Akari Inoue 7–6(3), 6–0                      | Chang Kyung-Mi Yoo Mi                         | Chang Kyung-Mi Miharu Imanishi               | Akari Inoue Mari Tanaka Ayaka Maekawa Misa Eguchi                                           |
| 7 giugno  | Circuito Brasileiro Feminino Brasília 2010 Brasilia, Brasile Terra rossa $10 000                                                                   | Fernanda Faria 6(5)–7, 6–3, 6–4                           | Paula Cristina Gonçalves                      | Eduarda Piai Nathaly Kurata                  | Isabella Robiani Gabriella Barbosa-Costa Silva Mariana Correa Monique Albuquerque           |
| 7 giugno  | Circuito Brasileiro Feminino Brasília 2010 Brasilia, Brasile Terra rossa $10 000                                                                   | Fernanda Faria Paula Cristina Gonçalves 6–4, 6–4          | Gabriella Barbosa-Costa Silva Natalia Cheng   | Eduarda Piai Nathaly Kurata                  | Isabella Robiani Gabriella Barbosa-Costa Silva Mariana Correa Monique Albuquerque           |
| 14 giugno | Open GDF SUEZ Montpellier 2010 Montpellier, Francia Terra rossa $25 000                                                                            | Mathilde Johansson 5–7, 6–4, 6–2                          | Claire de Gubernatis                          | Tamara Čurović Laura Siegemund               | Irena Pavlović Stéphanie Foretz Gacon Julija Bejhel'zymer Myrtille Georges                  |
| 14 giugno | Open GDF SUEZ Montpellier 2010 Montpellier, Francia Terra rossa $25 000                                                                            | Jing-Jing Lu Laura Siegemund 6–4, 6–2                     | Amandine Hesse Ljudmyla Kičenok               | Tamara Čurović Laura Siegemund               | Irena Pavlović Stéphanie Foretz Gacon Julija Bejhel'zymer Myrtille Georges                  |
| 14 giugno | Padova Challenge Open 2010 Padova, Italia Terra rossa $25 000                                                                                      | Liana Ungur 6–4, 6–4                                      | Audrey Bergot                                 | Anna-Giulia Remondina Julia Mayr             | Jessica Moore Aleksandra Krunić Juliana Fedak Sandra Martinović                             |
| 14 giugno | Padova Challenge Open 2010 Padova, Italia Terra rossa $25 000                                                                                      | Sandra Klemenschits Andreja Klepač 4–6, 6–4, [10–5]       | Claudia Giovine Valentina Sulpizio            | Anna-Giulia Remondina Julia Mayr             | Jessica Moore Aleksandra Krunić Juliana Fedak Sandra Martinović                             |
| 14 giugno | AAT Women's Circuit Buenos Aires 2010 Buenos Aires, Argentina Terra rossa $10 000                                                                  | Mailen Auroux 6–1, 7–5                                    | Paula Ormaechea                               | Sofia Luini Aranza Salut                     | Tatiana Búa Monique Albuquerque Catalina Pella Luciana Sarmenti                             |
| 14 giugno | AAT Women's Circuit Buenos Aires 2010 Buenos Aires, Argentina Terra rossa $10 000                                                                  | Lucia Jara-Lozano Guadalupe Perez Rojas 7–6(2), 1–0, Ret. | Mailen Auroux Karen Emilia Castiblanco Duarte | Sofia Luini Aranza Salut                     | Tatiana Búa Monique Albuquerque Catalina Pella Luciana Sarmenti                             |
| 14 giugno | Sommercup Koeln 2010 Colonia, Germania Terra rossa $10 000                                                                                         | Sandra Zaniewska 6–4, 6–4                                 | Julia Babilon                                 | Pemra Özgen Océane Adam                      | Katerina Avdiyenko Conny Perrin Nataša Zorić Mara Nowak                                     |
| 14 giugno | Sommercup Koeln 2010 Colonia, Germania Terra rossa $10 000                                                                                         | Katerina Avdiyenko Pemra Özgen 6–0, 6–2                   | Sarah Urbanek Alina Wessel                    | Pemra Özgen Océane Adam                      | Katerina Avdiyenko Conny Perrin Nataša Zorić Mara Nowak                                     |
| 14 giugno | Lenzerheide Open 2010 Lenzerheide, Svizzera Terra rossa $10 000                                                                                    | Tanja Ostertag 3–6, 7–6(7), 7–6(4)                        | Dar'ja Sal'nikova                             | Syna Kayser Nicole Clerico                   | Clelia Melena Justyna Jegiołka Samira Giger Olga Brózda                                     |
| 14 giugno | Lenzerheide Open 2010 Lenzerheide, Svizzera Terra rossa $10 000                                                                                    | Olga Brózda Sylwia Zagórska 4–6, 6–1, [10–5]              | Martina Caciotti Nicole Clerico               | Syna Kayser Nicole Clerico                   | Clelia Melena Justyna Jegiołka Samira Giger Olga Brózda                                     |
| 14 giugno | Montemor Ladies Open 2010 Montemor-o-Novo, Portogallo Cemento $10 000                                                                              | Magali de Lattre 3–6, 6–4, 6–4                            | Arabela Fernandez-Rabener                     | Despina Papamichail Julija Parasjuk          | Alice Tisset Diana Arutyunova Julija Stamatova Shayna McDowell                              |
| 14 giugno | Montemor Ladies Open 2010 Montemor-o-Novo, Portogallo Cemento $10 000                                                                              | Melanie Gloria Daniela Múñoz Gallegos 7–6(3), 6–1         | Kim-Alice Grajdek Julija Stamatova            | Despina Papamichail Julija Parasjuk          | Alice Tisset Diana Arutyunova Julija Stamatova Shayna McDowell                              |
| 14 giugno | Future Alkmaar 2010 Alkmaar, Paesi Bassi Terra rossa $10 000                                                                                       | Marcella Koek 6–3, 6–3                                    | Angelique van der Meet                        | Anouk Delefortrie Kiki Bertens               | Monika Wejnert Cindy Burger Sviatlana Pirazhenka Sofie Oyen                                 |
| 14 giugno | Future Alkmaar 2010 Alkmaar, Paesi Bassi Terra rossa $10 000                                                                                       | Anna Arina Marenko Sviatlana Pirazhenka 6–3, 6–1          | Elyne Boeykens Monika Wejnert                 | Anouk Delefortrie Kiki Bertens               | Monika Wejnert Cindy Burger Sviatlana Pirazhenka Sofie Oyen                                 |
| 14 giugno | Mount Pleasant Womens Pro Classic 2010 Mount Pleasant, USA Terra rossa $10 000                                                                     | Petra Rampre 6–3, 6–2                                     | Lauren Davis                                  | Nicole Gibbs Megan Falcon                    | Caitlin Whoriskey Alexis King Anastasia Kharchenko Piia Suomalainen                         |
| 14 giugno | Mount Pleasant Womens Pro Classic 2010 Mount Pleasant, USA Terra rossa $10 000                                                                     | Kaitlyn Christian Caitlin Whoriskey 6–4, 6–2              | Petra Rampre Shelby Rogers                    | Nicole Gibbs Megan Falcon                    | Caitlin Whoriskey Alexis King Anastasia Kharchenko Piia Suomalainen                         |
| 14 giugno | Slovak Open II 2010 Bratislava, Slovacchia Terra rossa $25 000                                                                                     | Lenka Juríková 6–2, 6–1                                   | Camila Giorgi                                 | Laura Thorpe Oksana Ljubcova                 | Florencia Molinero Barbara Sobaszkiewics Karolina Kosińska Tereza Hladíková                 |
| 14 giugno | Slovak Open II 2010 Bratislava, Slovacchia Terra rossa $25 000                                                                                     | Katarina Kachlíková Lenka Tvarošková 6–4, 7–6(2)          | Gabriela Dabrowski Chantal Škamlová           | Laura Thorpe Oksana Ljubcova                 | Florencia Molinero Barbara Sobaszkiewics Karolina Kosińska Tereza Hladíková                 |
| 21 giugno | Sportsmen's Tennis Club USTA Pro Circuit Challenger 2010 Boston, USA Cemento $50 000                                                               | Jamie Hampton 6–2, 6–1                                    | Madison Brengle                               | Alexandra Mueller Jennifer Elie              | Lindsay Lee-Waters Remi Tezuka Julia Boserup Julia Cohen                                    |
| 21 giugno | Sportsmen's Tennis Club USTA Pro Circuit Challenger 2010 Boston, USA Cemento $50 000                                                               | Kimberly Couts Tetjana Lužans'ka 6–4, 3–6, [10–8]         | Lindsay Lee-Waters Megan Moulton-Levy         | Alexandra Mueller Jennifer Elie              | Lindsay Lee-Waters Remi Tezuka Julia Boserup Julia Cohen                                    |
| 21 giugno | Open GDF SUEZ du Périgord 2010 Périgueux, Francia Terra rossa $25 000                                                                              | Petra Cetkovská 2–6, 6–1, 6–1                             | Margalita Chakhnašvili                        | Claire Feuerstein Stéphanie Foretz Gacon     | Nathalie Piquion Scarlett Werner Maria Fernanda Alves Stéphanie Vongsouthi                  |
| 21 giugno | Open GDF SUEZ du Périgord 2010 Périgueux, Francia Terra rossa $25 000                                                                              | Elise Tamaela Scarlett Werner 6–2, 6–1                    | Ljudmyla Kičenok Nadežda Kičenok              | Claire Feuerstein Stéphanie Foretz Gacon     | Nathalie Piquion Scarlett Werner Maria Fernanda Alves Stéphanie Vongsouthi                  |
| 21 giugno | Internacional de Getxo 2010 Getxo, Spagna Terra rossa $25 000                                                                                      | Sílvia Soler Espinosa 6–2, 6–1                            | Sarah Gronert                                 | Çağla Büyükakçay Laura Thorpe                | Laura Siegemund Leticia Costas Moreira Jing-Jing Lu Bianca Botto                            |
| 21 giugno | Internacional de Getxo 2010 Getxo, Spagna Terra rossa $25 000                                                                                      | Sandra Klemenschits Andreja Klepač 6–0, 6–0               | Jing-Jing Lu Laura Siegemund                  | Çağla Büyükakçay Laura Thorpe                | Laura Siegemund Leticia Costas Moreira Jing-Jing Lu Bianca Botto                            |
| 21 giugno | SMA Cup Sant'Elia 2010 Roma, Italia Terra rossa $25 000                                                                                            | Patricia Mayr 7–6(2), 6–4                                 | Zarina Dijas                                  | Dia Evtimova Juliana Fedak                   | Diana Enache Karin Knapp Sina Haas Sophie Ferguson                                          |
| 21 giugno | SMA Cup Sant'Elia 2010 Roma, Italia Terra rossa $25 000                                                                                            | Sophie Ferguson Trudi Musgrave 6–0, 6–3                   | Claudia Giovine Valentina Sulpizio            | Dia Evtimova Juliana Fedak                   | Diana Enache Karin Knapp Sina Haas Sophie Ferguson                                          |
| 21 giugno | Rolls Royce Women's Cup Kristinehamn 2010 Kristinehamn, Svezia Terra rossa $25 000                                                                 | Lenka Wienerová 6–2, 3–6, 7–6(2)                          | Jacqueline Cako                               | Anne Schäfer Carmen Klaschka                 | Tetjana Arefyeva Emma Laine Valerija Savinych Mona Barthel                                  |
| 21 giugno | Rolls Royce Women's Cup Kristinehamn 2010 Kristinehamn, Svezia Terra rossa $25 000                                                                 | Mervana Jugić-Salkić Emma Laine 6–2, 6–3                  | Julia Glushko Pemra Özgen                     | Anne Schäfer Carmen Klaschka                 | Tetjana Arefyeva Emma Laine Valerija Savinych Mona Barthel                                  |
| 21 giugno | Thon Hotel Gausdal Future 2010 Gausdal, Norvegia Cemento $10 000                                                                                   | Victoria Larrière 6–1, 6–2                                | Karen Barbat                                  | Patricia Chirea Emma Flood                   | Danielle Mills Anastasia Mukhametova Samantha Vickers Zuzana Linhová                        |
| 21 giugno | Thon Hotel Gausdal Future 2010 Gausdal, Norvegia Cemento $10 000                                                                                   | Malou Ejdesgaard Zuzana Linhová 6–2, 6–3                  | Karina Isayan Anastasia Mukhametova           | Patricia Chirea Emma Flood                   | Danielle Mills Anastasia Mukhametova Samantha Vickers Zuzana Linhová                        |
| 21 giugno | Torneio Internacional Cidade de Alcobaça 2010 Alcobaça, Portogallo Cemento $10 000                                                                 | Magali de Lattre 2–6, 6–3, 6–3                            | Shayna McDowell                               | Alejandra Granillo Melanie Gloria            | Despina Papamichail Anna Fitzpatrick Alice Balducci Sofia Kvatsabaia                        |
| 21 giugno | Torneio Internacional Cidade de Alcobaça 2010 Alcobaça, Portogallo Cemento $10 000                                                                 | Anna Fitzpatrick Jade Windley 6–2, 6–1                    | Melanie Gloria Daniela Múñoz Gallegos         | Alejandra Granillo Melanie Gloria            | Despina Papamichail Anna Fitzpatrick Alice Balducci Sofia Kvatsabaia                        |
| 21 giugno | Women's Circuit Davos 2010 Davos, Svizzera Terra rossa $10 000                                                                                     | Myriam Casanova 6–3, 4–6, 6–4                             | Viktoria Kamenskaya                           | Camila Silva Annalisa Bona                   | Stefania Fadabini Lara Michel Syna Kayser Dar'ja Sal'nikova                                 |
| 21 giugno | Women's Circuit Davos 2010 Davos, Svizzera Terra rossa $10 000                                                                                     | Amanda Elliott Emelyn Starr 6–1, 6–2                      | Sarah Moundir Amra Sadiković                  | Camila Silva Annalisa Bona                   | Stefania Fadabini Lara Michel Syna Kayser Dar'ja Sal'nikova                                 |
| 21 giugno | Rotterdam Open 2010 Rotterdam, Paesi Bassi Terra rossa $10 000                                                                                     | Kiki Bertens 6–4, 6–2                                     | Danielle Harmsen                              | Marina Mel'nikova Quirine Lemoine            | Marcella Koek Iveta Gerlová Elyne Boeykens Bibiane Schoofs                                  |
| 21 giugno | Rotterdam Open 2010 Rotterdam, Paesi Bassi Terra rossa $10 000                                                                                     | Iveta Gerlová Jana Jandová 6–4, 4–6, [10–5]               | Anna Arina Marenko Ekaterina Yakovleva        | Marina Mel'nikova Quirine Lemoine            | Marcella Koek Iveta Gerlová Elyne Boeykens Bibiane Schoofs                                  |
| 21 giugno | Ladies Cleveland Tennis Championships 2010 Cleveland, USA Terra rossa $10 000                                                                      | Madison Keys 6–2, 6–4                                     | Piia Suomalainen                              | Yuliana Lizarazo Gabriela Paz                | Nicola Slater Caitlin Whoriskey Anastasia Kharchenko Sabrina Santamaria                     |
| 21 giugno | Ladies Cleveland Tennis Championships 2010 Cleveland, USA Terra rossa $10 000                                                                      | Sanaz Marand Caitlin Whoriskey 6–4, 6–0                   | Emily J. Harman Eleanor Peters                | Yuliana Lizarazo Gabriela Paz                | Nicola Slater Caitlin Whoriskey Anastasia Kharchenko Sabrina Santamaria                     |
| 21 giugno | Asociacion Argentina de Tenis Women Circuit 2 2010 Buenos Aires, Argentina Terra rossa $10 000                                                     | Paula Ormaechea 6–2, 6–2                                  | Lucia Jara-Lozano                             | Tatiana Búa Luciana Sarmenti                 | María Fernanda Álvarez Terán Nathalia Rossi Aranza Salut Mailen Auroux                      |
| 21 giugno | Asociacion Argentina de Tenis Women Circuit 2 2010 Buenos Aires, Argentina Terra rossa $10 000                                                     | Luciana Sarmenti Emilia Yorio 6–3, 6(2)–7, [10–8]         | Tatiana Búa Karen Emilia Castiblanco Duarte   | Tatiana Búa Luciana Sarmenti                 | María Fernanda Álvarez Terán Nathalia Rossi Aranza Salut Mailen Auroux                      |
| 28 giugno | International Country Cuneo 2010 Cuneo, Italia Terra rossa $100 000                                                                                | Romina Oprandi 6-0 6-2                                    | Pauline Parmentier                            | Lourdes Domínguez-Lino Laura Thorpe          | Sophie Ferguson Evgenija Rodina Claudia Giovine María Irigoyen                              |
| 28 giugno | International Country Cuneo 2010 Cuneo, Italia Terra rossa $100 000                                                                                | Eva Birnerová Lucie Hradecká 3-6 6-4 [10-8]               | Sorana Cîrstea Andreja Klepač                 | Lourdes Domínguez-Lino Laura Thorpe          | Sophie Ferguson Evgenija Rodina Claudia Giovine María Irigoyen                              |
| 28 giugno | Open Diputación Ciudad de Pozoblanco 2010 Pozoblanco, Spagna Cemento $50 000                                                                       | Olivia Sanchez 6-3 6-4                                    | Beatriz García Vidagany                       | Nastas'sja Jakimava Aleksandra Panova        | Tomoko Yonemura Melanie Klaffner Sílvia Soler Espinosa Çağla Büyükakçay                     |
| 28 giugno | Open Diputación Ciudad de Pozoblanco 2010 Pozoblanco, Spagna Cemento $50 000                                                                       | Akiko Yonemura Tomoko Yonemura 6-4 3-6 [10-4]             | Valentina Ivachnenko Kateryna Kozlova         | Nastas'sja Jakimava Aleksandra Panova        | Tomoko Yonemura Melanie Klaffner Sílvia Soler Espinosa Çağla Büyükakçay                     |
| 28 giugno | Internationaler Württembergische Damen-Tennis-Meisterschaften um den Stuttgarter Stadtpokal 2010 Stoccarda-Vaihingen, Germania Terra rossa $25 000 | Mandy Minella 6-4 6-2                                     | Elise Tamaela                                 | Zuzana Luknárová Sarah Gronert               | Elena Bogdan Zarina Dijas Irina Begu Elena Čalova                                           |
| 28 giugno | Internationaler Württembergische Damen-Tennis-Meisterschaften um den Stuttgarter Stadtpokal 2010 Stoccarda-Vaihingen, Germania Terra rossa $25 000 | Mandy Minella Irena Pavlović 6-3 6-4                      | Magdalena Kiszczyńska Erika Sema              | Zuzana Luknárová Sarah Gronert               | Elena Bogdan Zarina Dijas Irina Begu Elena Čalova                                           |
| 28 giugno | Open Krys de Mont-de-Marsan 2010 Mont-de-Marsan, Francia Terra rossa $25 000                                                                       | Petra Cetkovská 6-2 6-2                                   | Elica Kostova                                 | Anaïs Laurendon Nathalie Piquion             | Iryna Kurjanovič Olivia Rogowska Eloisa-Maria Compostizo-de Andres Lara Arruabarrena-Vecino |
| 28 giugno | Open Krys de Mont-de-Marsan 2010 Mont-de-Marsan, Francia Terra rossa $25 000                                                                       | Lara Arruabarrena-Vecino Inés Ferrer Suárez 6-3 6-1       | Nadežda Kičenok Constance Sibille             | Anaïs Laurendon Nathalie Piquion             | Iryna Kurjanovič Olivia Rogowska Eloisa-Maria Compostizo-de Andres Lara Arruabarrena-Vecino |
| 28 giugno | Bella Cup 2010 Toruń, Polonia Terra rossa $25 000                                                                                                  | Ksenija Pervak 6-4 6-1                                    | Magda Linette                                 | Katarzyna Piter Julija Bejhel'zymer          | Karolina Wlodarczak Viktoria Kapshay Camila Giorgi Justyna Jegiołka                         |
| 28 giugno | Bella Cup 2010 Toruń, Polonia Terra rossa $25 000                                                                                                  | Teodora Mirčić Marija Mirkovic 4-6 6-2 [10-5]             | Katarzyna Piter Barbara Sobaszkiewicz         | Katarzyna Piter Julija Bejhel'zymer          | Karolina Wlodarczak Viktoria Kapshay Camila Giorgi Justyna Jegiołka                         |
| 28 giugno | Swedish Ladies Ystad 2010 Ystad, Svezia Terra rossa $25 000                                                                                        | Sofia Arvidsson 6-3 6-1                                   | Valerija Savinych                             | Julia Glushko Claire de Gubernatis           | Emma Laine Lenka Wienerová Tetjana Arefyeva Heidi El Tabakh                                 |
| 28 giugno | Swedish Ladies Ystad 2010 Ystad, Svezia Terra rossa $25 000                                                                                        | Mervana Jugić-Salkić Emma Laine 6-1 6-1                   | Tetjana Arefyeva Anastasija Litovčenko        | Julia Glushko Claire de Gubernatis           | Emma Laine Lenka Wienerová Tetjana Arefyeva Heidi El Tabakh                                 |
| 28 giugno | ITF Women's Circuit Melilla 2010 Melilla, Spagna Cemento $10 000                                                                                   | Diana Stomlega 5-7 6-4 7-5                                | Danielle Mills                                | Carmen Lopez-Rueda Elina Gasanova            | Alejandra Granillo Gally de Wael Carolina Prats-Millan Fatima El Allami                     |
| 28 giugno | ITF Women's Circuit Melilla 2010 Melilla, Spagna Cemento $10 000                                                                                   | Gally de Wael Elina Gasanova 6-0 6-0                      | Ivonne Cavalle-Reimers Margarita Lazareva     | Carmen Lopez-Rueda Elina Gasanova            | Alejandra Granillo Gally de Wael Carolina Prats-Millan Fatima El Allami                     |
| 28 giugno | Women's International Tournament Canottieri Bissolati Cremona 2010 Cremona, Italia Terra rossa $10 000                                             | Raffaella Bindi 6-4 6-1                                   | Sandra Soler-Sola                             | Paola Cigui Annalisa Bona                    | Diana Enache Alice Savoretti Sabrina Baumgarten Francesca Palmigiano                        |
| 28 giugno | Women's International Tournament Canottieri Bissolati Cremona 2010 Cremona, Italia Terra rossa $10 000                                             | Lisa Sabino Andreea Văideanu 6-4 7-5                      | Stefania Fadabini Alice Moroni                | Paola Cigui Annalisa Bona                    | Diana Enache Alice Savoretti Sabrina Baumgarten Francesca Palmigiano                        |
| 28 giugno | Thon Hotel Gausdal Future 2 2010 Gausdal, Norvegia Cemento $10 000                                                                                 | Victoria Larrière 6-3 6-4                                 | Gail Brodsky                                  | Jasmin Steinherr Karen Barbat                | Lisa Whybourn Karina Isayan Diāna Marcinkēviča Khristina Kazimova                           |
| 28 giugno | Thon Hotel Gausdal Future 2 2010 Gausdal, Norvegia Cemento $10 000                                                                                 | Karen Barbat Mhairi Brown 6-2 6-2                         | Nicola George Lisa Whybourn                   | Jasmin Steinherr Karen Barbat                | Lisa Whybourn Karina Isayan Diāna Marcinkēviča Khristina Kazimova                           |
| 28 giugno | Chang ITF Thailand Pro Circuit Nonthaburi 2010 Nonthaburi, Thailandia Cemento $10 000                                                              | Jessy Rompies 6-2 7-5                                     | Nicha Lertpitaksinchai                        | Varatchaya Wongteanchai Nudnida Luangnam     | Kim Kun-hee Kang Seo-Kyung Min-Hwa Yu Ai Yamamoto                                           |
| 28 giugno | Chang ITF Thailand Pro Circuit Nonthaburi 2010 Nonthaburi, Thailandia Cemento $10 000                                                              | Chen Yi Varatchaya Wongteanchai 6-2 6-2                   | Kim Kun-hee Min-Hwa Yu                        | Varatchaya Wongteanchai Nudnida Luangnam     | Kim Kun-hee Kang Seo-Kyung Min-Hwa Yu Ai Yamamoto                                           |
| 28 giugno | Anhui Tennis Center 2010 Hefei, Cina Cemento $10 000                                                                                               | Duan Ying-Ying 6-3 6-4                                    | Zheng Saisai                                  | Liang Chen Tatia Mikadze                     | Zhou Xiao Zhao Yi-Jing Liu Shaozhuo Zhu Lin                                                 |
| 28 giugno | Anhui Tennis Center 2010 Hefei, Cina Cemento $10 000                                                                                               | Tian Ran Zheng Saisai 6-0 6-4                             | Bai Xi Zhang Kai-Lin                          | Liang Chen Tatia Mikadze                     | Zhou Xiao Zhao Yi-Jing Liu Shaozhuo Zhu Lin                                                 |